# Giugno la falce in pugno
Giugno la falce in pugno è un proverbio a sfondo laico, dato che si occupa delle abitudini indotte dalle esigenze dell'agricoltura, considerando che giugno è il mese delle messi.

## Significato
Il proverbio ricorda che questo può essere il mese della mietitura, che però potrebbe avvenire anche all'inizio di luglio, a seconda del clima e della latitudine. Il grano va anche battuto, quindi il lavoro per il contadino si conclude nell'aia.
Il proverbio ricorda inoltre che il tempo può impedire al grano di maturare e restare quindi un po' avvizzito. Anche il contadino, dal canto suo, non deve avere fretta di segare il grano.

## Diffusione
Il proverbio, nella variante "Giugno, la falce in pugno; se non è in pugno bene, luglio ne viene", è segnalato in letteratura, con riferimento alla diffusione in Toscana, secondo Gino Capponi già nel 1853 e nel 1858. Una variante parzialmente diversa, "Giugno, la falce in pugno; se non è in pugno bene, luglio sen viene", è segnalata nel 1857 fra i detti popolari del Veneto.

### Varianti regionali
In letteratura si segnalano alcune varianti regionali: in lombardo si trovano due forme, "De Zögn la ranza 'n pögn; se no l'è be' n mà löi no 'l se fa spetà", rintracciabile in un testo del 1858, e la più stringata "Giugn streng el pugn", registrata nel 1857, mentre in siciliano si attesta la forma, parzialmente diversa da quella toscano-veneta, "Giugnu, fauci 'n pugnu, si 'n pugnu nun po stari, torna maju a fischiari", segnalata nel 1857 e riportata da Giuseppe Pitrè nella Biblioteca delle tradizioni popolari siciliane del 1880 con la sola variante friscari al posto di fischiari. Pitrè, tuttavia, riferisce di un'altra forma in lingua siciliana più simile a quella toscano-veneta, indicandone la diffusione in Calabria: "A giugnu, u 'ranu c' 'u pugnu; a giugnettu, u 'ranu è nettu".